# 大栗伸慶
大栗 伸慶（おおぐり のぶよし、12月7日 - ） は、日本の男性声優。埼玉県出身。アミューズメントメディア総合学院第一期卒業。
2001年にトルバドール音楽事務所を辞め、現在はフリー。

## 出演作品

### テレビアニメ
- さくらももこ劇場 コジコジ（1997年 - 1999年、ムーア、問答えんぴつ）
- HUNTER×HUNTER（1999年、水夫A、男、受験者C）
- ブギーポップは笑わない Boogiepop Phantom（2000年、男子A）

### テレビ
- めちゃ×2イケてるッ!
- 探検王国 そんなことアルマジロ

### テレビCM
- フジッコ

### ラジオ
- 声優になりたぁい～LAMUSEへの道

### ドラマCD
- 声優になりたぁい～LAMUSEへの道
- フォーチュン・クエスト外伝 パステルの旅立ち（サキ）
- 特攻天女
- 9番目のムサシ